# Bonea scopulata
Bonea scopulata is een hooiwagen uit de familie Podoctidae. De wetenschappelijke naam van Bonea scopulata gaat terug op Roewer. De originele naamcombinatie (protoniem) was Parabonea scopulata Roewer, 1949. Later werd het geslacht Parabonea een junior synoniem van Bonea in Suzuki 1977 gemaakt. Na 2023 de geldige combinatie is Bonea scopulata (Roewer, 1949).